# Mateja Kežman
Mateja Kežman (serbisch-kyrillisch Матеја Кежман; * 12. April 1979 in Belgrad-Zemun, SFR Jugoslawien) ist ein ehemaliger serbischer Fußballspieler, der in der niederländischen Ehrendivision zwischen 2000 und 2004 dreimal Torschützenkönig war.

## Karriere

### Im Verein
Kežman spielte seit Anfang seiner Karriere als Stürmer. Von 1997 bis 1998 war er bei FK Sartid und wechselte dann zum serbischen Klub FK Partizan Belgrad, für den er zwischen 1998 und 2000 spielte. Hier wurden europäische Scouts erstmals auf ihn aufmerksam, woraufhin er im Sommer 2000 für die Ablöse von umgerechnet 14 Millionen Euro zur PSV Eindhoven wechselte.
Kežman nutzte sein Talent und entwickelte sich stetig fort, sodass er einer der besten Stürmer in der Ehrendivision der Niederlande wurde. 2003 war er Fußballer des Jahres der Niederlande. Kežman wurde in den Niederlanden dreimal Torschützenkönig in den Saisons 2000/01, 2002/03 und 2003/04. Bei der PSV erzielte er in 132 Spielen 111 Tore. In Eindhoven erhielt er auch den Spitznamen „Batman“.
Mit dem Geld des Eigners Roman Abramowitsch verpflichtete der FC Chelsea Kežman und seinen Sturmpartner Arjen Robben für die Saison 2004/05. Sein Karriereaufschwung beim FC Chelsea wurde jedoch stark gebremst, denn er kam meistens nur als Ersatzspieler hinter den weiteren Stürmern von Chelsea zum Einsatz.
Zur Saison 2005/06 wurde Kežman für neun Millionen Euro vom spanischen Klub Atlético Madrid verpflichtet. Im August 2006 wechselte er für sieben Millionen Euro Ablöse zum türkischen Klub Fenerbahçe Istanbul, bei dem er einen Vierjahresvertrag unterschrieb.
Nach zwei Spielzeiten bei Fenerbahçe wechselte Kežman auf Leihbasis nach Frankreich zu Paris Saint-Germain. Er wurde zunächst für ein Jahr ausgeliehen. Im Juli 2009 nutzte Paris eine vereinbarte Kaufoption von 4,5 Millionen Euro. Jedoch wurde er schon im August 2009 an Zenit Sankt Petersburg bis zum Saisonende der russischen Liga ausgeliehen. Anfang 2010 spielte Kežman wieder bei Paris SG. Anfang November 2010 wurde der Vertrag des Stürmers in beiderseitigem Einverständnis aufgelöst.
Im November 2010 unterschrieb Kezman einen Vertrag bei South China AA. Bei der Verbandsmannschaft aus Hongkong spielte er unter anderem mit dem ehemaligen englischen Nationalspieler Nicky Butt zusammen. Seine aktive Laufbahn führte er 2011 mit etwas mehr als drei Monaten beim belarussischen Klub BATE Baryssau fort, für den er sechsmal in der Wyschejschaja Liha und fünfmal in der Champions League auflief. Sein Engagement in Baryssau endete am 31. Dezember 2011.
Anfang 2012 beendete er seine Karriere.

### In der Nationalmannschaft
Mateja Kežman bestritt 49 Spiele und erzielte dabei 17 Tore für die Nationalmannschaft von Serbien und Montenegro.
Kežman hält den Rekord für die schnellste Rote Karte bei einer Fußball-Europameisterschaft. Bei der EM 2000 in Belgien und den Niederlanden wurde er im Gruppenspiel gegen Norwegen 37 Sekunden nach seiner Einwechslung, aufgrund eines rüden Fouls an Erik Mykland, von Schiedsrichter Hugh Dallas mit der Roten Karte des Feldes verwiesen.

## Titel und Erfolge
Partizan Belgrad
- Serbischer Meister: 1998/99
- Torschützenkönig der serbischen Liga: 1999/2000

PSV Eindhoven
- 2 × Niederländischer Meister: 2000/01, 2002/03
- 2 × Johan-Cruyff-Schaal-Gewinner: 2001, 2003
- 3 × Torschützenkönig der Eredivisie: 2001/01, 2002/03, 2003/04
- Fußballer des Jahres der Niederlande: 2002/03
- Torschützenkönig des UEFA-Pokals: 2004

FC Chelsea
- Englischer Meister: 2004/05
- Englischer Ligapokalsieger: 2004/05

Fenerbahçe Istanbul
- Türkischer Meister: 2006/07
- Türkischer-Supercup-Sieger: 2007

Paris Saint-Germain
- Französischer Pokalsieger: 2009/10